# Emblyna nanda
Emblyna nanda là một loài nhện trong họ Dictynidae.
Loài này thuộc chi Emblyna. Emblyna nanda được Ralph Vary Chamberlin & Willis J. Gertsch miêu tả năm 1958.